# Pueblo abakulo
El pueblo abakulo se concentró históricamente en la margen derecha del río Tano, al sureste de Costa de Marfil.
En el año 1715 fueron atacados y sometidos por el pueblo anyi que a su vez huía de la persecución de los asantes. Tras ese episodio, el pueblo abakulo pasó a formar parte del reino Sanwi, fundado tras sucesivas victorias de los anyi sobre los aqua, aboisse y ekuebo. La capital del reino se estableció en Krinjabo. La evolución del reino Sanwi favoreció la mezcla de grupos y pueblos de la zona con los miembros del pueblo anyi que siguieron llegando a lo largo del siglo XVIII.
El pueblo abakulo desarrolló una economía agrícola alimentaria más la explotación del aceite de palma, café  y cacao. Complementan con la actividad pesquera.